# Calabrian Free Corps
Il Calabrian Free Corps ("Corpo franco calabrese" in lingua inglese) fu un'unità di fanteria leggera del British Army durante il periodo delle guerre napoleoniche, composto in massima parte di volontari provenienti dalla Calabria.
Reclutato dai britannici nel 1809 tra i sopravvissuti dell'insurrezione calabrese, il Calabrian Free Corps operò con successo in varie operazioni nel teatro del mar Mediterraneo: contingenti del corpo furono impegnati nella cattura britannica di Isola d'Ischia e delle Isole Ionie, oltre che nel presidio della Sicilia; un distaccamento del Calabrian Free Corps operò con le forze britanniche impegnate nella guerra d'indipendenza spagnola mettendosi in luce nella battaglia di Castalla e nella battaglia di Ordal, per poi prendere parte alla cattura di La Spezia e Genova nell'aprile 1814.
Concluse le ostilità tra Regno Unito e Impero francese, il corpo fu sciolto alla metà del 1814.

## Storia
Estrema propaggine continentale del Regno di Napoli, la Calabria rappresentò l'ultimo centro di resistenza all'invasione francese dei domini dei Borbone nel corso della guerra della terza coalizione: sostenuti dalle forze britanniche e napoletane provenienti dalla Sicilia, gruppi di irregolari calabresi scatenarono una sanguinosa guerriglia ai danni degli occupanti, e l'insurrezione calabrese imperversò fino al termine del 1808 quando fu infine domata dalle truppe francesi. Un certo numero di fuoriusciti calabresi riuscì a riparare in Sicilia, e nel febbraio del 1809 un primo gruppo di 400 volontari calabresi fu reclutato al servizio britannico da Lord William Bentinck, rappresentante del Regno Unito nell'isola; questo primo "Calabrian Free Corps" fu strutturato su quattro "centurie" comandate da ufficiali calabresi, spesso veterani della guerriglia antifrancese. Il primo impiego bellico si ebbe già nel giugno seguente, nel corso di un'incursione anfibia britannica nel Golfo di Napoli che portò alla cattura dell'Isola d'Ischia: il Calabrian Free Corps si comportò con distinzione, guidando la carica durante le operazioni di sbarco.
Riportato in Sicilia, il Calabrian Free Corps fu ristrutturato su una composizione più regolare: le originarie "centurie" furono riorganizzate in compagnie di fanteria leggera ciascuna su un organico di tre ufficiali, otto sergenti e 120 soldati. Al corpo fu aggiunto uno stato maggiore di ufficiali britannici e napoletani, ma l'organico rimase composto di calabresi tanto nei ranghi degli ufficiali inferiori che in quello della truppa; come "ispettore generale" del corpo fu nominato il tenente colonnello John Hamil Macgil Dalrymple. Il Calabrian Free Corps rimase inizialmente di guarnigione in Sicilia, ma il 22 marzo 1810 un distaccamento di 316 uomini prese parte all'assalto britannico all'isola greca di Santa Maura: la guarnigione francese fu sopraffatta al termine di una breve ma dura lotta. Il 24 aprile 1812, invece, un contingente di 300 calabresi prese parte alla sostanzialmente incruenta cattura britannica dell'isola di Lissa.
Nel dicembre 1812 un contingente del Calabrian Free Corps forte di 14 ufficiali e 325 sottufficiali e soldati fu inviato ad aggregarsi all'armata multinazionale del generale John Murray, in fase di riunione nella Spagna orientale e impegnata negli scontri della guerra d'indipendenza spagnola; oltre che britannici e calabresi, l'armata riuniva anche truppe spagnole, siciliane, tedesche, svizzere e i volontari italiani della Italian Levy. Assegnato come componente di fanteria leggera alla brigata d'avanguardia del colonnello Frederick Adam, ai primi di marzo 1813 il contingente calabrese prese parte all'avanzata alleata su Castalla, andando a occupare la cittadina di Biar; il 12 aprile grosse forze francesi agli ordini del maresciallo Louis Gabriel Suchet attaccarono le posizioni anglo-italiane a Biar: agli ordini di Adam, i calabresi difesero a lungo il villaggio per poi ritirarsi con ordine sotto la copertura del 1º Reggimento della Italian Levy. Il giorno seguente, 13 aprile, il contingente calabrese si ritrovò quindi impegnato con il resto dell'armata di Murray nella battaglia di Castalla; lo scontro si risolse in una vittoria per i coalizzati, con il contingente calabrese che lamentò otto morti e 51 feriti nei suoi ranghi.
Alla fine del 1813 il Calabrian Free Corps era stato notevolmente espanso nell'organico, arrivando ad annoverare 1.450 uomini suddivisi in quindici compagnie: sei compagnie erano dislocate in Spagna, sei erano di guarnigione nelle Isole Ionie e tre in Sicilia; Lord Bentinck considerava i soldati calabresi come la migliore fanteria leggera disponibile nel teatro del mar Mediterraneo, anche se gli ufficiali calabresi godevano di una bassa reputazione tra i britannici a causa della loro scarsa educazione militare. Il distaccamento dislocato in Spagna fu impegnato con distinzione nella battaglia di Ordal il 13 settembre 1813, mentre due compagnie calabresi provenienti dalle guarnigioni delle Isole Ionie furono inviate, nell'ottobre 1813, a prendere parte all'assedio di Trieste a fianco di britannici e austriaci. Le sei compagnie impegnate in Spagna furono ritirate nell'aprile 1814 e inviate a unirsi all'armata anglo-siciliana organizzata da Lord Bentinck per lanciare l'invasione dell'Italia continentale: un contingente di 618 calabresi sbarcò quindi a Livorno ai primi di marzo, partecipando all'avanzata alleata in Lunigiana e alla cattura di La Spezia il 26 marzo. Tra il 14 e il 16 aprile il Calabrian Free Corps, con aggregato un contingente proveniente dal 1st Regiment Greek Light Infantry, si mise ancora una volta in luce durante l'assalto britannico a Genova, conclusosi con la capitolazione della città.
L'occupazione di Genova fu l'ultima azione bellica del corpo: conclusesi poco dopo le ostilità con la Francia, alla metà del 1814 il Calabrian Free Corps fu sciolto e i calabresi congedati dal servizio britannico.

## Uniformi
Un primo regolamento del Calabrian Free Corps emanato nel 1809 previde per il corpo un'uniforme composta da una giacca aperta blu con colletto e paramani gialli, un panciotto blu, pantaloni verdi in tessuto resistente e ghette a tre quarti nere; come copricapo veniva portato un alto cappello a cilindro nero, con un'ampia falda rialzata sul lato sinistro e un piumetto verde sulla sommità. Nel 1812 il corpo ricevette in dotazione i tipici sciaccò cilindrici neri della fanteria britannica; la giacca rimase blu con paramani e colletto gialli, ma un'ispezione nel 1813 rivelò che il corpo era dotato di pantaloni di diversi colori, blu, verdi o bianchi.